# Gare de Saint-Ouen-l’Aumône-Quartier de l’Église
Gare de Saint-Ouen-l’Aumône-Quartier de l’Église vasútállomás Franciaországban, Saint-Ouen-l’Aumône településen.

## Vasútvonalak
Az állomást az alábbi vasútvonalak érintik:
- Achères-Pontoise-vasútvonal

## Kapcsolódó állomások
A vasútállomáshoz az alábbi állomások vannak a legközelebb:
- Gare de Pontoise (Gare de Gisors, Transilien J vonal)
- Gare d’Éragny - Neuville (Paris Gare Saint-Lazare, Transilien J vonal)